# Ț
La Ț, ț (t con coma) es una letra del alfabeto rumano, usada para representar el sonido /t͡s/ rumano.
Esta letra no aparecía en las primeras versiones de Unicode, por lo que Ţ (t con cedilla) ocupó su lugar en los textos digitales escritos en rumano. La Ț fue introducida a partir de Unicode 3.0 Rumano de Estandarización Nacional, pero la mayoría de los ordenadores todavía no disponen de la tipología compatible con este carácter. Esta es la razón por la que casi todos los textos en rumano aún usan Ţ (t con cedilla) o incluso simple T, a pesar de la recomendación de cambiar la cedilla por coma.

## Unicode
La T con coma aparece como un carácter precombinado en Unicode en los puntos de código U+021A y U+021B.
| Carácter      | Ț                                       | Ț                                       | ț                                     | ț                                     |
| ------------- | --------------------------------------- | --------------------------------------- | ------------------------------------- | ------------------------------------- |
| Unicode       | LATIN CAPITAL LETTER T WITH COMMA BELOW | LATIN CAPITAL LETTER T WITH COMMA BELOW | LATIN SMALL LETTER T WITH COMMA BELOW | LATIN SMALL LETTER T WITH COMMA BELOW |
| Codificación  | decimal                                 | hex                                     | decimal                               | hex                                   |
| Unicode       | 538                                     | U+021A                                  | 539                                   | U+021B                                |
| UTF-8         | 200 154                                 | C8 9A                                   | 200 155                               | C8 9B                                 |
| Ref. numérica | &#538;                                  | &#x21A;                                 | &#539;                                | &#x21B;                               |